# ČZ vz. 38
ČZ vz. 38 là loại súng ngắn bán tự động do František Myška thiết kế được phát triển từ năm 1937 để đáp ứng yêu cầu của lực lượng quân đội Tiệp Khắc về một loại súng an toàn, đơn giản và dễ sử dụng để thay cho ČZ vz. 24. Loại súng này được đăng ký để quân đội đưa vào thử nghiệm đầu năm 1938, sau khi hoàn tất thử nghiệm nó đã được thông qua và đặt hàng số lượng lớn để trang bị cho lực lượng quân đội Tiệp Khắc. Tuy nhiên Đức Quốc xã đã chiếm được Tiệp Khắc trước khi bất kỳ khẩu nào được chuyển giao. Một số lượng nhỏ đã được chuyển cho Bulgaria trước đó trong năm 1939, toàn bộ số lượng còn lại của loại súng này khoảng 10.000 khẩu được sản xuất và trang bị cho lực lượng cảnh sát và an ninh Đức. Việc sản xuất đã ngừng lại khi kết thúc chiến tranh thế giới thứ hai.

## Thiết kế
ČZ vz. 38 sử dụng cơ chế nạp đạn blowback với cơ chế hoạt động kép. Điểm đáng chú ý của loại súng này là thiết kế nòng của nó, đầu nòng móc vào trong một ống ngắn gắn vào khung súng. Thiết kế này giúp súng có thể dễ dàng được tháo ra nhanh chóng để làm sạch. Chỉ việc đẩy nút khóa ở phía bên trái súng ra phía trước và kéo khối trượt lên phía trên là nó sẽ mở ra, sau đó kéo khối trượt ra phía sau để thóa ra khỏi nòng súng.
Hệ thống nhắm cơ bản là điểm ruồi. Súng không có nút khóa an toàn chỉ có phiên bản xuất khẩu cho Bulgaria mới có nút này nằm ở phía trái súng. Hộp đạn rời của súng chứa 1 hàng đạn, nút nhả hộp đạn nằm phía dưới tay cầm cò súng ngay phía sau hộp đạn.
Về tổng thể thì vz. 38 bị xem là hơi to và nặng cho một loại súng dùng đạn 9mm và việc chỉ có cơ chế hoạt động kép làm cò bóp khá nặng gây ảnh hưởng đến độ chính xác.